# San José del Cabo
San José del Cabo est une ville du Mexique dans le Sud de la Basse-Californie du Sud, siège de la municipalité de Los Cabos.